# 霊巌寺 (泰山)

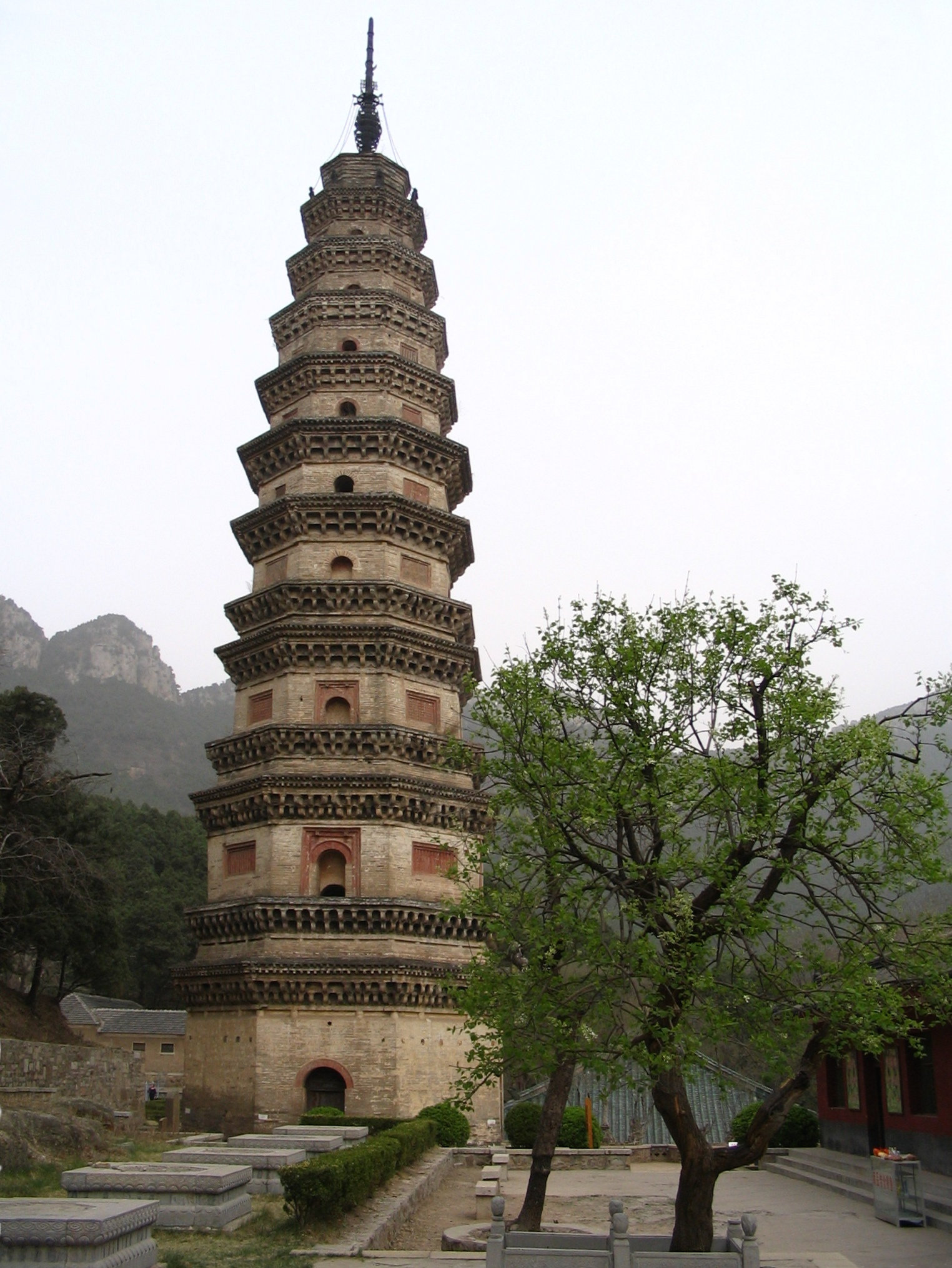
辟支塔

霊巌寺（れいがんじ）は、中華人民共和国山東省済南市長清区にある仏教寺院。中国各地の名山中でも屈指の名刹として知られ、玉泉寺・棲霞寺・国清寺とともに、天下の四絶の一つに数えられている。

## 立地環境
東岳泰山の北西方に当たり、長清県城から見て南東に当たる霊巌山・方山（玉符山）の山麓に位置する。山懐に抱かれ、清泉が巡流する幽邃の古寺として知られている。

## 歴史

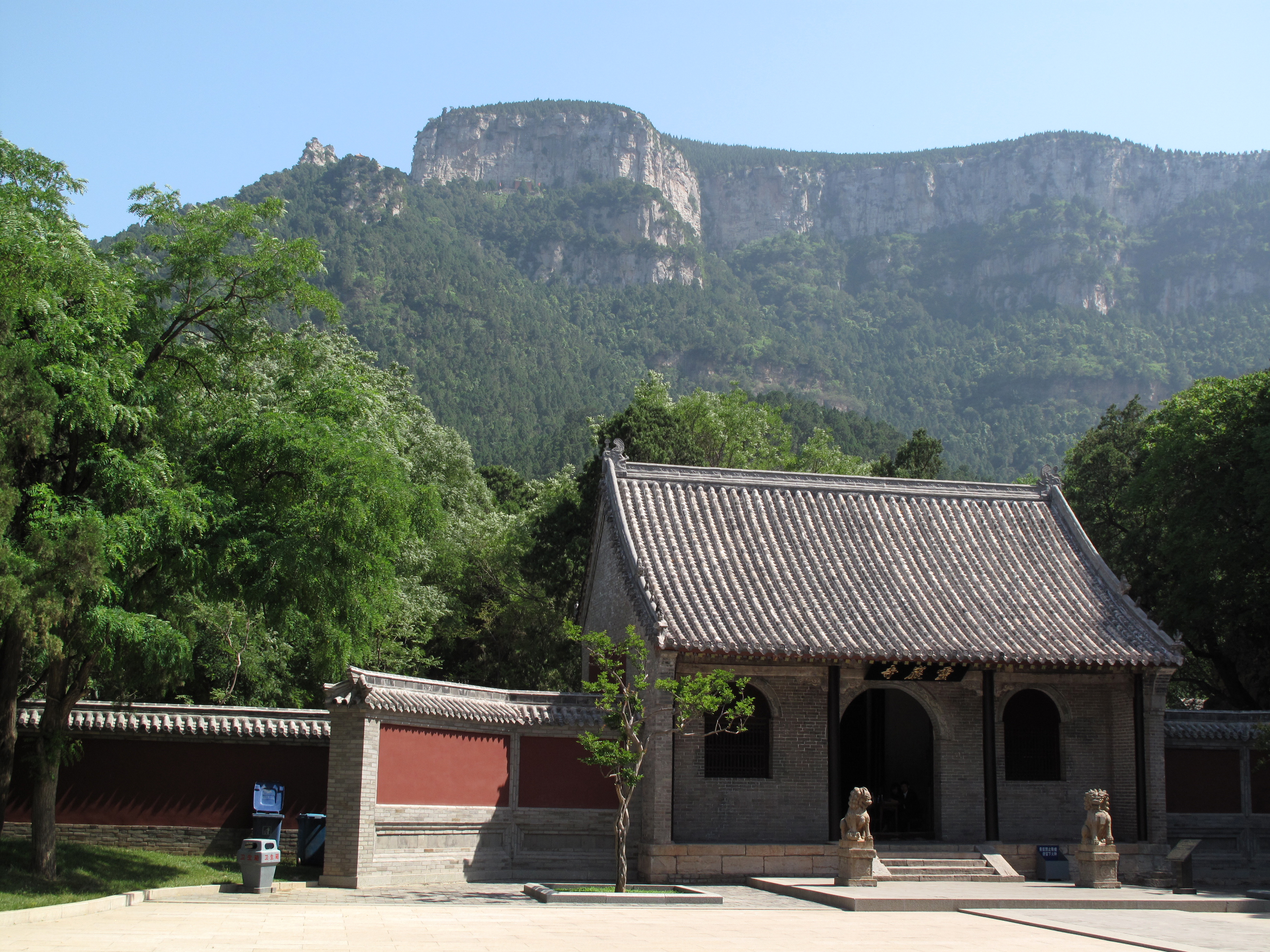
西門。後ろの山は玉符山

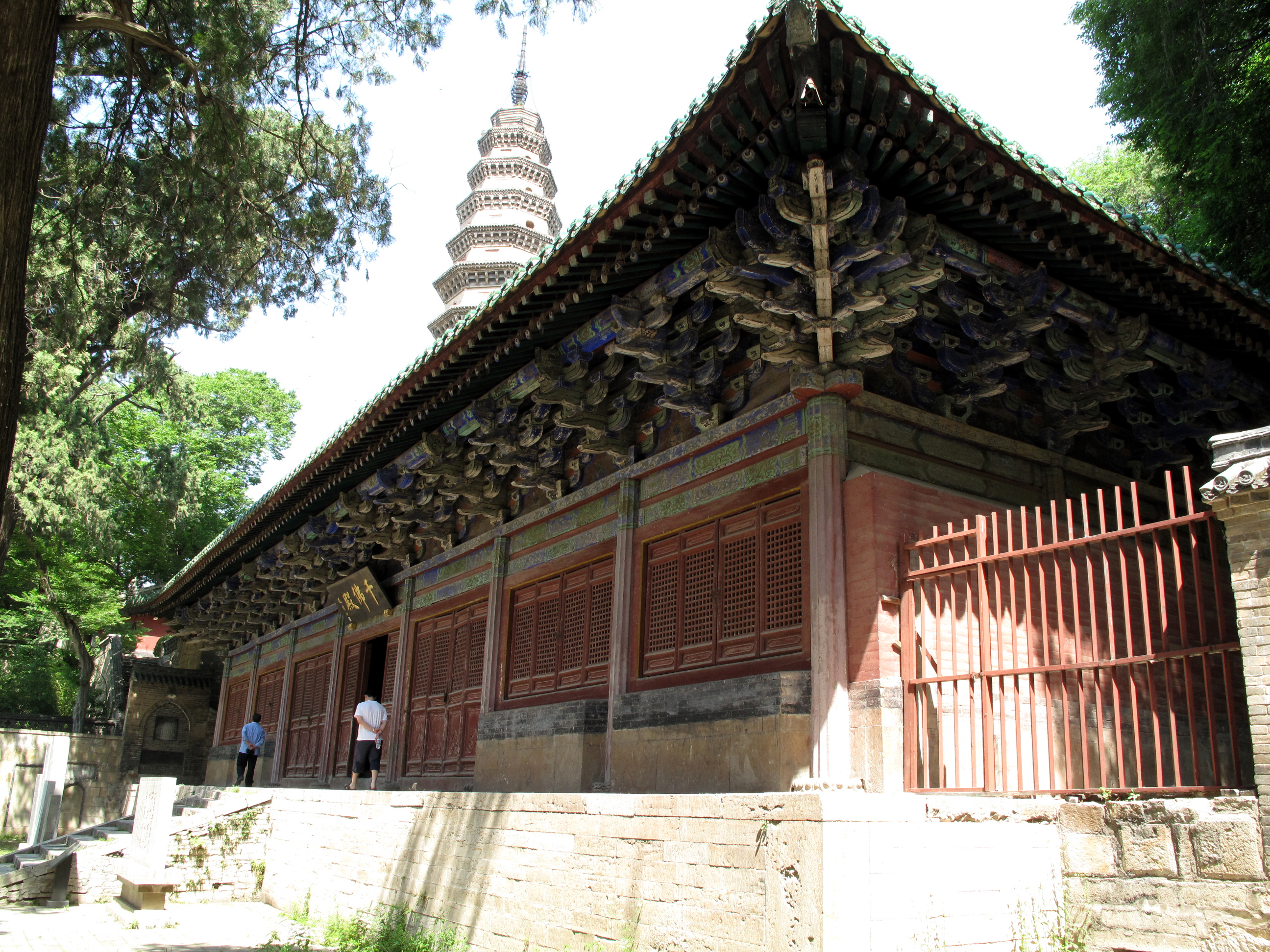
千仏殿と辟支塔

### 朗公谷山寺
霊巌寺近郊への仏教流入は、五胡十六国時代にまで遡り得る。それは、後趙の竺僧朗が、寺を建てたとする記録に相当する。竺僧朗は仏図澄の弟子であり、冉閔の乱を避けて、351年（皇始元年）に泰山の金輿谷（朗公谷）に精舎を建立したという（『高僧伝』巻5）。竺僧朗は、前秦の苻堅らの各地の争覇者の帰依を受け、広壮な伽藍を重建した。苻堅らの帰心するさまは、『広弘明集』などに残された書簡等に見ることができる。

### 創建以後
北魏の正光年間（520年-525年）、法定という僧が、霊巌寺を朗公谷寺の遺址に建立したという。その後、北周の廃仏によって断絶するが、隋代になって、583年（開皇3年）に復興された。文帝が595年（開皇15年）に泰山に巡幸した際、曇遷の建言によって、寺地が拡充された。『続高僧伝』巻18曇遷伝では、宝山道場と寺名を記す（煬帝に寺を道場と改めたため）が、当時から霊巌寺の名で知られていたようである。